# 海蘭鎮區 (堪薩斯州克萊縣)
海蘭鎮區（英語：Highland Township）為美國堪薩斯州克萊縣的鎮區。2010年美国人口普查中該鎮區人口有278人。

## 地理
海蘭鎮區涵蓋面積91.6平方（35.4平方英里），境內設有一座城市：格林。

### 墓園
根據美國地質調查局的資料，此鎮區擁有3座墓園：
- 埃比尼澤墓園（Ebenezer Cemetery）
- 凡西克里克墓園（Fancy Creek Cemetery）
- 格林墓園（Green Cemetery）

## 人口統計
根據2010年美國人口普查，海蘭鎮區人口有278人，人口密度為3.02人/每平方公里。此鎮區居民之種族有97.84%為白人；0%為非裔美洲人；0.72%為美洲原住民；0.36%為亞洲人；0%為太平洋島民；0.36%為其他種族；另外有0.72%為混血種族。而西班牙裔或拉丁裔美洲人佔此鎮區人口的1.8%。

## 外部連結
- US-Counties.com
- City-Data.com[永久]